# Dewey Beach
Dewey Beach és una població dels Estats Units a l'estat de Delaware. Segons el cens del 2000 tenia 301 habitants.

## Demografia
Segons el cens del 2000, Dewey Beach tenia 301 habitants, 161 habitatges, i 83 famílies. La densitat de població era de 341,8 habitants per km².
Dels 161 habitatges en un 9,3% hi vivien nens de menys de 18 anys, en un 44,1% hi vivien parelles casades, en un 5,6% dones solteres, i en un 48,4% no eren unitats familiars. En el 40,4% dels habitatges hi vivien persones soles el 13% de les quals corresponia a persones de 65 anys o més que vivien soles. El nombre mitjà de persones vivint en cada habitatge era d'1,87 i el nombre mitjà de persones que vivien en cada família era de 2,45.
Per edats la població es repartia de la següent manera: un 8,3% tenia menys de 18 anys, un 5,6% entre 18 i 24, un 23,3% entre 25 i 44, un 34,6% de 45 a 60 i un 28,2% 65 anys o més.
L'edat mediana era de 52 anys. Per cada 100 dones de 18 o més anys hi havia 110,7 homes.
La renda mediana per habitatge era de 79.471 $ i la renda mediana per família de 97.505 $. Els homes tenien una renda mediana de 56.563 $ mentre que les dones 39.583 $. La renda per capita de la població era de 51.958 $. Cap de les famílies i l'1,9% de la població estaven per davall del llindar de pobresa.

## Poblacions més properes
El següent diagrama mostra les poblacions més properes.